# Trollsjöstjärnor
Trollsjöstjärnor (Asteriidae) är en familj av sjöstjärnor som beskrevs av John Edward Gray 1840. Trollsjöstjärnor ingår i ordningen Forcipulatida, klassen sjöstjärnor, fylumet tagghudingar och riket djur. Enligt Catalogue of Life omfattar familjen Asteriidae 194 arter. 

## Bildgalleri

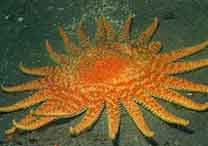
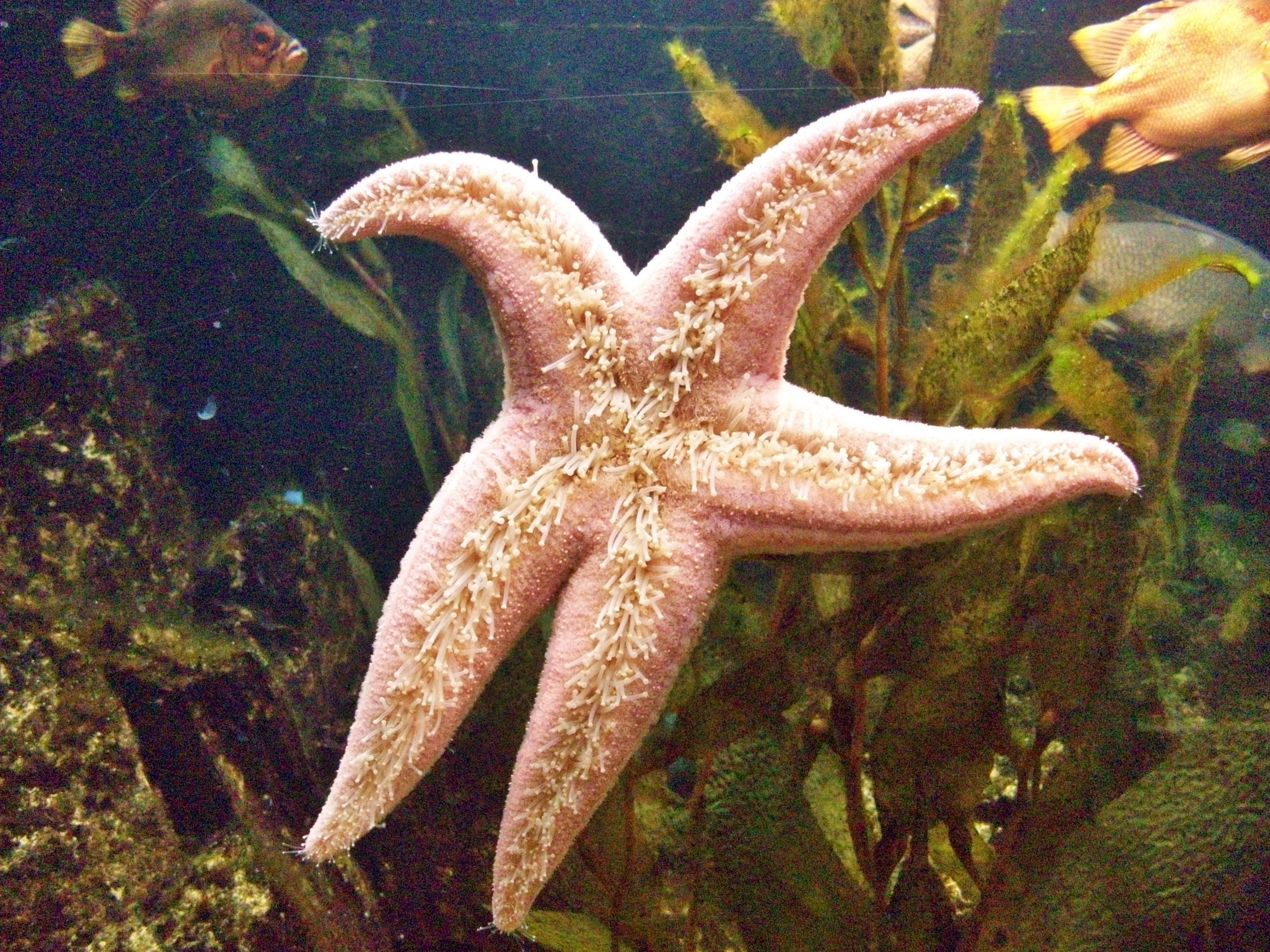
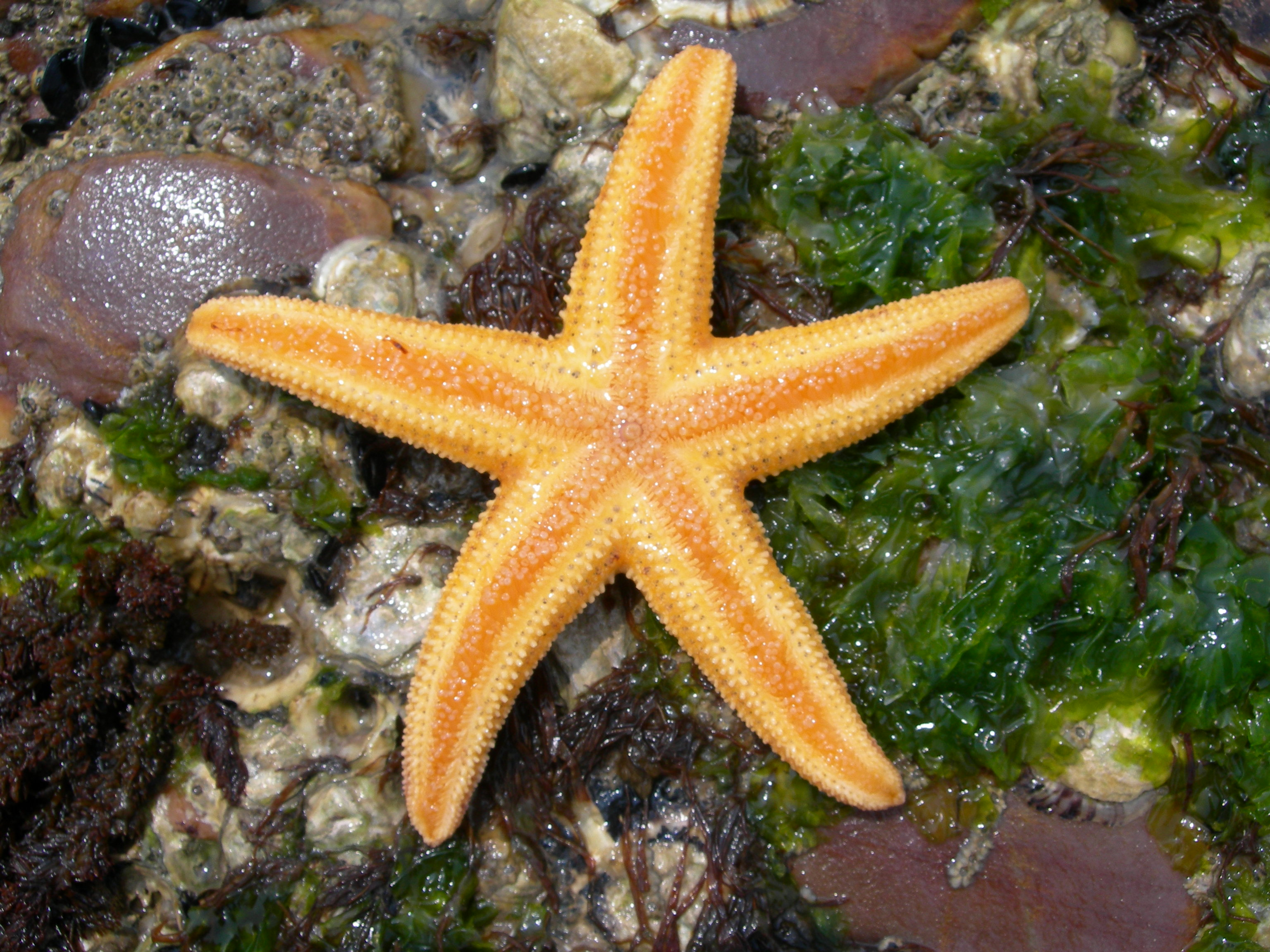
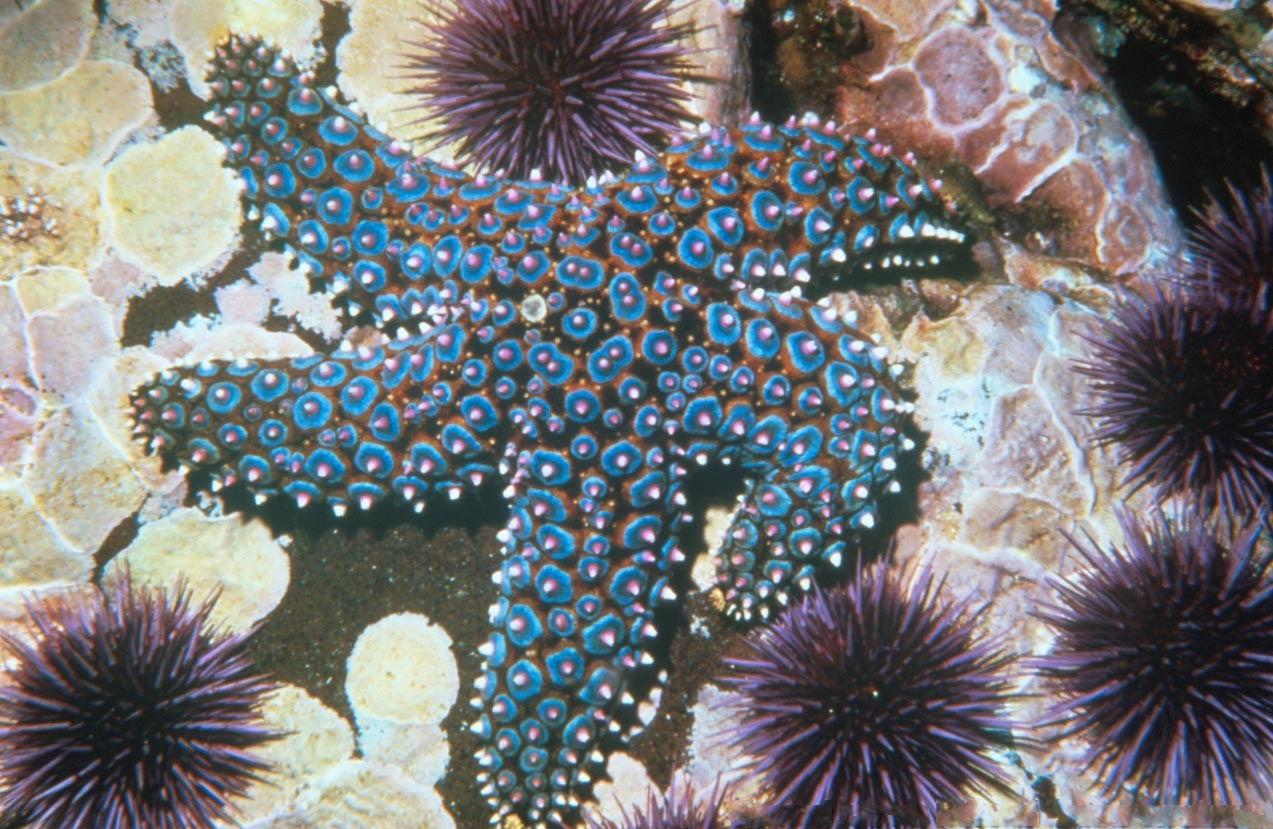

## Dottertaxa till Trollsjöstjärnor, i alfabetisk ordning[1][2]
- Adelasterias
- Allostichaster
- Anasterias
- Aphanasterias
- Aphelasterias
- Asterias
- Astrometis
- Astrostole
- Australiaster
- Caimanaster
- Calasterias
- Coscinasterias
- Cosmasterias
- Cryptasterias
- Diplasterias
- Distolasterias
- Evasterias
- Granaster
- Icasterias
- Kenrickaster
- Leptasterias
- Lethasterias
- Lysasterias
- Marthasterias
- Meyenaster
- Neosmilaster
- Notasterias
- Orthasterias
- Pedicellaster
- Perissasterias
- Pisaster
- Psalidaster
- Pseudechinaster
- Rumbleaster
- Saliasterias
- Sclerasterias
- Smilasterias
- Stenasterias
- Stephanasterias
- Stichasterella
- Stichastrella
- Stylasterias
- Taranuiaster
- Tarsastrocles
- Uniophora
- Urasterias